# Timba (Burkina Faso)
Pour les articles homonymes, voir Timba.
Timba est un village du département et la commune rurale de Sanaba, situé dans province des Banwa et la région de la Boucle du Mouhoun au Burkina Faso.

## Géographie

### Démographie
- En 2003, le village comptait 241 habitants estimés[2].
- En 2006, le village comptait 261 habitants recensés[1].